# یختل
یختل (به عربی: یختل) یک منطقهٔ مسکونی در یمن است که در ناحیه المخاء واقع شده‌است.